# HD10038
HD10038 — хімічно пекулярна зоря спектрального класу A1, що має видиму зоряну величину в смузі V приблизно  8,1.
Вона  розташована на відстані близько 509,6 світлових років від Сонця.